# Makoto Atsuta
Makoto Atsuta (født 16. september 1976) er en tidligere japansk fodboldspiller.
Han har spillet for flere forskellige klubber i sin karriere, herunder Kyoto Purple Sanga og Albirex Niigata.